# آفریقای پیش از تاریخ
آفریقای پیش از تاریخ دوره‌ای از تاریخ این قاره را در بر می‌گیرد که از نخستین حضور انسان در آفریقا آغاز می‌شود و تا دورهٔ آفریقای باستان در تاریخ آفریقا ادامه می‌یابد.
در دورهٔ پیشاتاریخ، نخستین انسان‌ها در آفریقا پدید آمدند و به‌تدریج از گونه‌هایی مانند جنوبی‌کَپی و انسان ماهر به انسان راست‌قامت و سپس انسان خردمند تکامل یافتند. آن‌ها ابتدا از ابزارهای ساده برای شکار و گردآوری خوراک استفاده می‌کردند و بعدها توانستند آتش را مهار کنند و از آفریقا به سایر نقاط جهان مهاجرت کنند. در دورهٔ پارینه‌سنگی میانی، شواهدی از رفتارهای امروزی مانند ساخت ابزارهای دقیق، استفاده از رنگ، ساخت زیورآلات و حتی شکل‌گیری هنر و نمادگرایی دیده می‌شود.
در ادامه، انسان‌ها به تدریج به کشاورزی روی آوردند. نخست دانه‌ها، ریشه‌ها و گیاهان وحشی را جمع‌آوری می‌کردند و سپس به کشت گندم، جو، علف عشق حبشی و ارزن پرداختند و حیواناتی مانند گاو، گوسفند، خر و الاغ را اهلی کردند. همزمان، در مناطقی مانند مالی، نخستین سفال‌ها ساخته شد. مردم ساکن مناطق مختلف آفریقا به‌ویژه غرب و شرق قاره، روش‌های گوناگون برای کشاورزی، ماهیگیری و ساخت سکونتگاه‌های سنگی توسعه دادند. در این میان، صحرای بزرگ آفریقا نیز دوره‌هایی از سرسبزی و خشکی پشت سر گذاشت که بر سبک زندگی مردم تأثیر داشت.
در دوران بعد، مردم آفریقا به دانش ذوب فلزات مانند مس، سرب، برنج و آهن دست یافتند. در مصر و نوبه این دانش از حدود ۳۰۰۰ سال پیش از میلاد رواج داشت. اما در غرب، مرکز و جنوب آفریقا نیز ذوب آهن به‌طور مستقل پدید آمد و مردم در جاهایی مانند نیجریه، نیجر و جمهوری آفریقای مرکزی کوره‌هایی برای آهن‌گری ساختند. در واقع، فلزکاری یکی از مهم‌ترین دستاوردهای تمدن‌های اولیهٔ آفریقا بود که پایهٔ تولید ابزار، سلاح و ساختارهای پیچیده‌تر را در این قاره فراهم کرد.

## پارینه‌سنگی

### پارینه‌سنگی زیرین

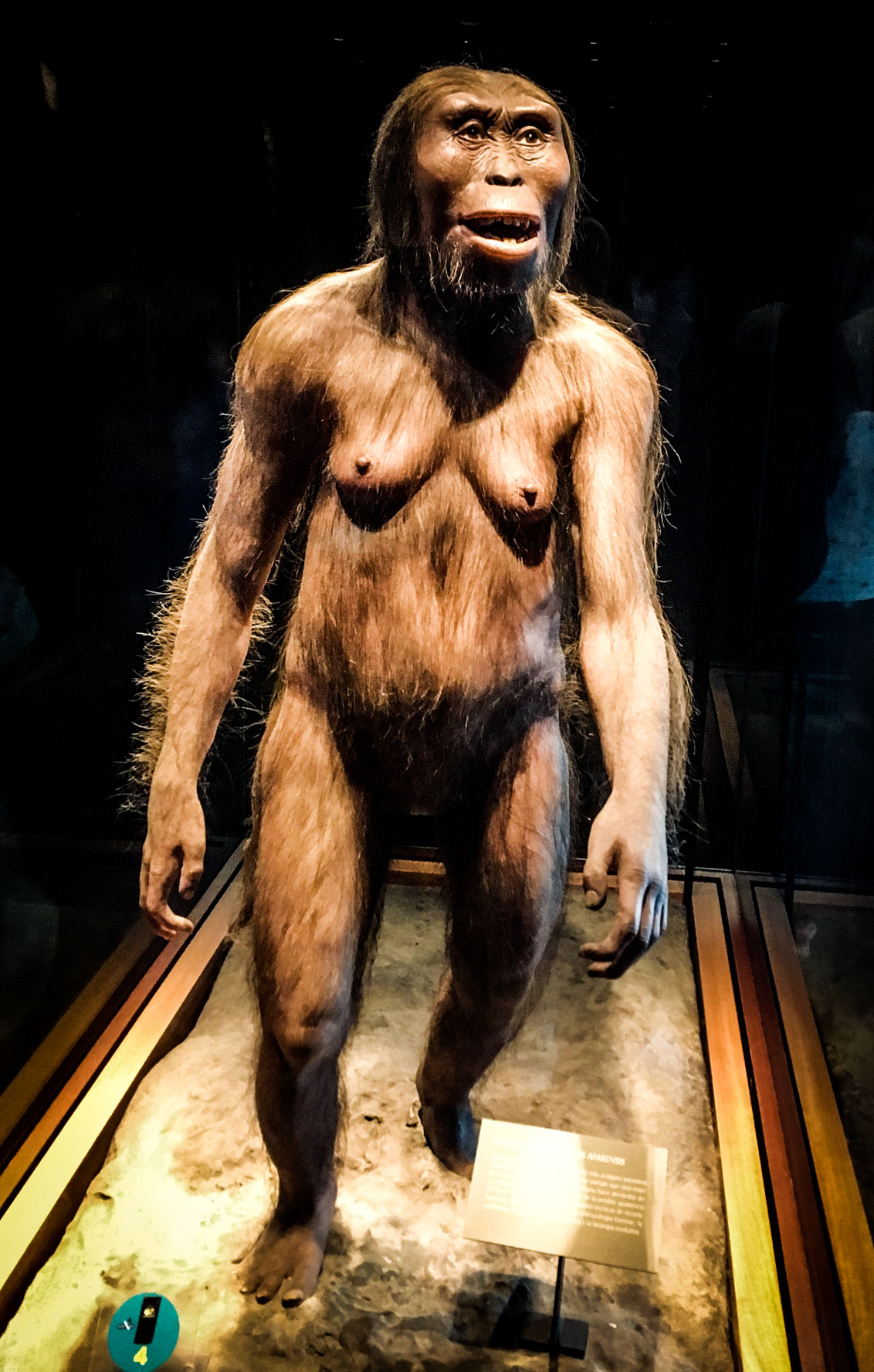
بازسازی "لوسی"

نخستین انسانیان شناخته‌شده در آفریقا تکامل یافتند. بر پایهٔ یافته‌های دیرین‌شناسی، جمجمهٔ نخستین انسانیان شباهت زیادی به گوریل و شامپانزه معمولی داشت، یعنی گونه‌هایی از انسانیان که آن‌ها نیز در آفریقا تکامل یافتند؛ با این‌حال، انسانیان شیوهٔ حرکت دوپا را پذیرفته بودند که موجب آزاد شدن دست‌ها شد. این ویژگی برتری مهمی به آن‌ها داد، زیرا می‌توانستند هم در مناطق جنگلی و هم در گرم‌دشت‌های باز زندگی کنند؛ در دوره‌ای که اقلیم آفریقا رو به خشکی می‌رفت و دشت‌ها جای جنگل‌ها را می‌گرفتند.
در حدود ۴ میلیون سال پیش، چندین گونه از جنوبی‌کَپی در جنوب آفریقا، شرق آفریقا و مرکز آفریقا پدید آمدند. آن‌ها ابزار به‌کار می‌بردند و خود ابزار می‌ساختند. گوشت شکارها را جمع‌آوری کرده و همه‌چیزخوار بودند.
در حدود ۳٫۳ میلیون سال پیش، نخستین ابزارهای سنگی ابتدایی برای جمع‌آوری شکار جانوران دیگر و استخراج گوشت و مغز استخوان به‌کار گرفته شدند. در شکار، احتمالاً انسان ماهر توانایی رقابت با شکارچیان بزرگ را نداشت و همچنان بیشتر شکار بود تا شکارچی. به‌گمان زیاد، انسان ماهر از لانه‌ها تخم پرندگان را می‌ربود و شاید می‌توانست جانوران کوچک جانور شکارشونده و جانوران آسیب‌دیدهٔ بزرگ‌تر مانند توله‌ها و پیرها را شکار کند. ابزارهای این دوره به گروه الدوایی تعلق دارند.
در حدود ۱٫۸ میلیون سال پیش، انسان کارورز برای نخستین‌بار در سنگواره‌های آفریقا دیده می‌شود. از دل انسان کارورز، گونهٔ انسان راست‌قامت در حدود ۱٫۵ میلیون سال پیش پدید آمد. نمایندگان نخستین این گونه همچنان مغزی کوچک داشتند و از ابزارهای ابتدایی شبیه به انسان ماهر استفاده می‌کردند. اما بعدها مغز آن‌ها رشد کرد و انسان راست‌قامت به فناوری پیشرفته‌تری از ابزار سنگی، به‌نام آشولی، دست یافت. احتمالاً نخستین شکارچیان حقیقی بودند. آن‌ها هنر افروختن آتش را فرا گرفتند و نخستین انسانیان بودند که آفریقا را ترک کردند و بیشتر آفرو-اوراسیا را سکونت دادند، و شاید بعدها موجب پیدایش انسان فلورسی شدند. هرچند شماری از پژوهشگران معاصر بر این باورند که انسان دمانیسی (انسان گرجی‌وار) نخستین انسان خارج از آفریقا بود، بسیاری از دانشمندان، انسان گرجی‌وار را گونه‌ای ابتدایی از انسان راست‌قامت می‌دانند.

### پارینه‌سنگی میانه

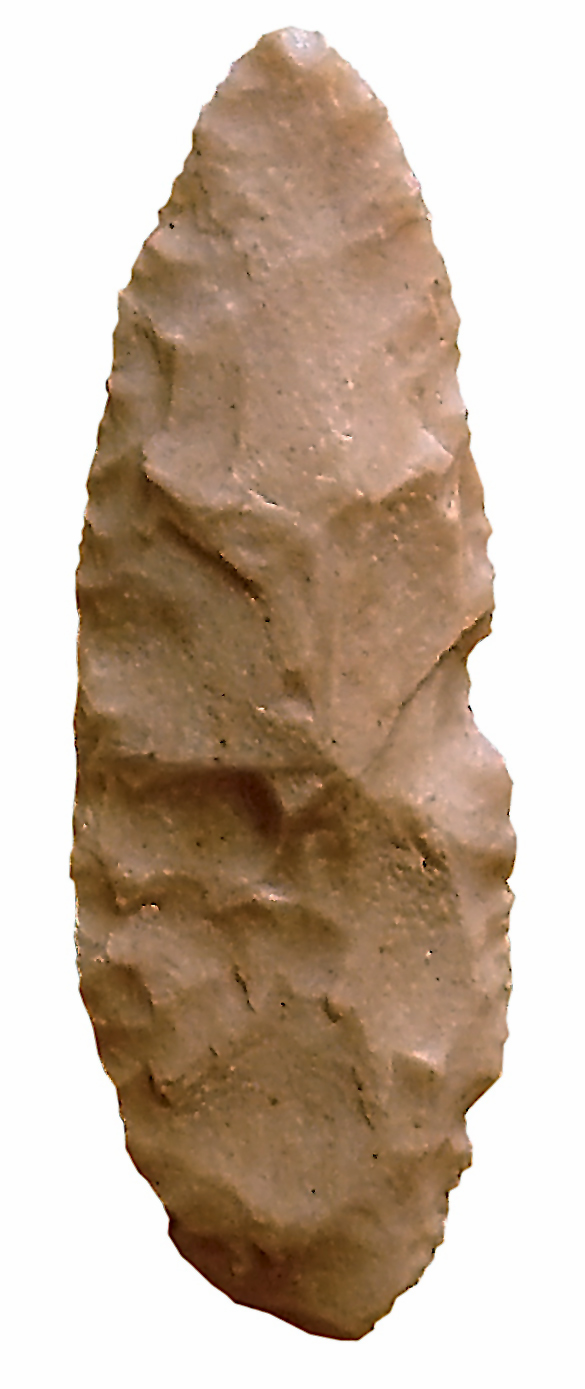
ابزار دولبهٔ آفریقایی (نوک نیزه) از دورهٔ پارینه‌سنگی پسین

بر پایهٔ شواهد سنگواره‌ای، انسان (که به‌نام «انسان امروزی» یا «انسان کالبدشناختی مدرن» نیز شناخته می‌شود) از حدود ۳۵۰٬۰۰۰ تا ۲۶۰٬۰۰۰ سال پیش در آفریقا می‌زیسته است. کهن‌ترین سنگواره‌های شناخته‌شده از انسان خردمند شامل یافته‌های جبل ایرهود در مراکش (در حدود ۳۱۵٬۰۰۰ سال پیش)، جمجمهٔ فلوریسباد از آفریقای جنوبی (حدود ۲۵۹٬۰۰۰ سال پیش) و یافته‌های اومو از اتیوپی (حدود ۲۳۳٬۰۰۰ سال پیش) هستند. پژوهشگران بر این باورند که انسان خردمند ممکن است میان ۳۵۰٬۰۰۰ تا ۲۶۰٬۰۰۰ سال پیش از آمیزش جمعیت‌هایی در شرق آفریقا و آفریقای جنوبی پدید آمده باشد.
شواهدی از رفتارهای گوناگون که نشان از مدرنیته رفتاری دارند، به دورهٔ پارینه‌سنگی میانه آفریقا بازمی‌گردد و به پیدایش اولیهٔ انسان خردمند مربوط می‌شود. نشانه‌های تصویرسازی ذهنی، گسترش راهبردهای تأمین خوراک، و دیگر رفتارهای «مدرن» در این دوره در آفریقا، به‌ویژه در جنوب، شمال و شرق قاره، یافت شده‌اند. برای نمونه، در غار بلومبوس در آفریقای جنوبی، لوح‌های مستطیلی از اخرایی کشف شده‌اند که بر روی آن‌ها نقش‌هایی با هندسه کنده‌کاری شده است. با استفاده از چند روش تاریخ‌گذاری، مشخص شده است که این یافته‌ها متعلق به حدود ۷۷٬۰۰۰ تا ۱۰۰–۷۵٬۰۰۰ سال پیش‌اند.

ظرف‌هایی از پوستهٔ تخم شترمرغ که بر آن‌ها نقوش هندسی حکاکی شده بود، در پناه‌گاه صخره‌ای دیپ‌کلوف در آفریقای جنوبی و با قدمت ۶۰٬۰۰۰ سال یافت شده‌اند. از مراکش نیز مهره‌ها و زیورآلات شخصی متعلق به حدود ۱۳۰٬۰۰۰ سال پیش کشف شده‌اند. در غار هارتز در آفریقای جنوبی، مهره‌هایی پیدا شده که قدمت آن‌ها به پیش از ۵۰٬۰۰۰ سال می‌رسد و مهره‌های صدفی یافت‌شده در غار بلومبوس، متعلق به حدود ۷۵٬۰۰۰ سال پیش هستند.
در دورهٔ پارینه‌سنگی میانه، در مکان‌های گوناگون در آفریقا، سلاح‌های پرتابی تخصصی کشف شده‌اند، از جمله سرنیزه‌های استخوانی و سنگی که در مکان‌هایی مانند غار سیبودو در آفریقای جنوبی به دست آمده‌اند و قدمتی حدود ۶۰ تا ۷۰ هزار سال دارند. در همین مکان، یک سوزن استخوانی نیز کشف شده است. در محل کاتاندا در آفریقای مرکزی نیز نیزه‌های استخوانی صید ماهی مربوط به حدود ۹۰٬۰۰۰ سال پیش یافت شده‌اند.
همچنین شواهدی وجود دارد که نشان می‌دهد انسان‌ها از حدود ۱۶۴٬۰۰۰ سال پیش در نقطه اوج در آفریقای جنوبی، سنگ سیلکرت را برای افزایش قابلیت برش آن به‌طور نظام‌مند حرارت می‌دادند. این فن‌آوری از حدود ۷۲٬۰۰۰ سال پیش در ساخت ابزارهای سنگی بسیار ریز (ریزسنگی) به‌طور گسترده به‌کار می‌رفت.
در سال ۲۰۱۳، در مکان گادموتا در اتیوپی، سرنیزه‌های سنگی پرتابی (ابزاری ویژهٔ انسان خردمند) کشف شدند که قدمتی نزدیک به ۲۷۹٬۰۰۰ سال دارند. این ابزارها برای پرتاب از راه دور مانند نیزه یا زوبین طراحی شده بودند.

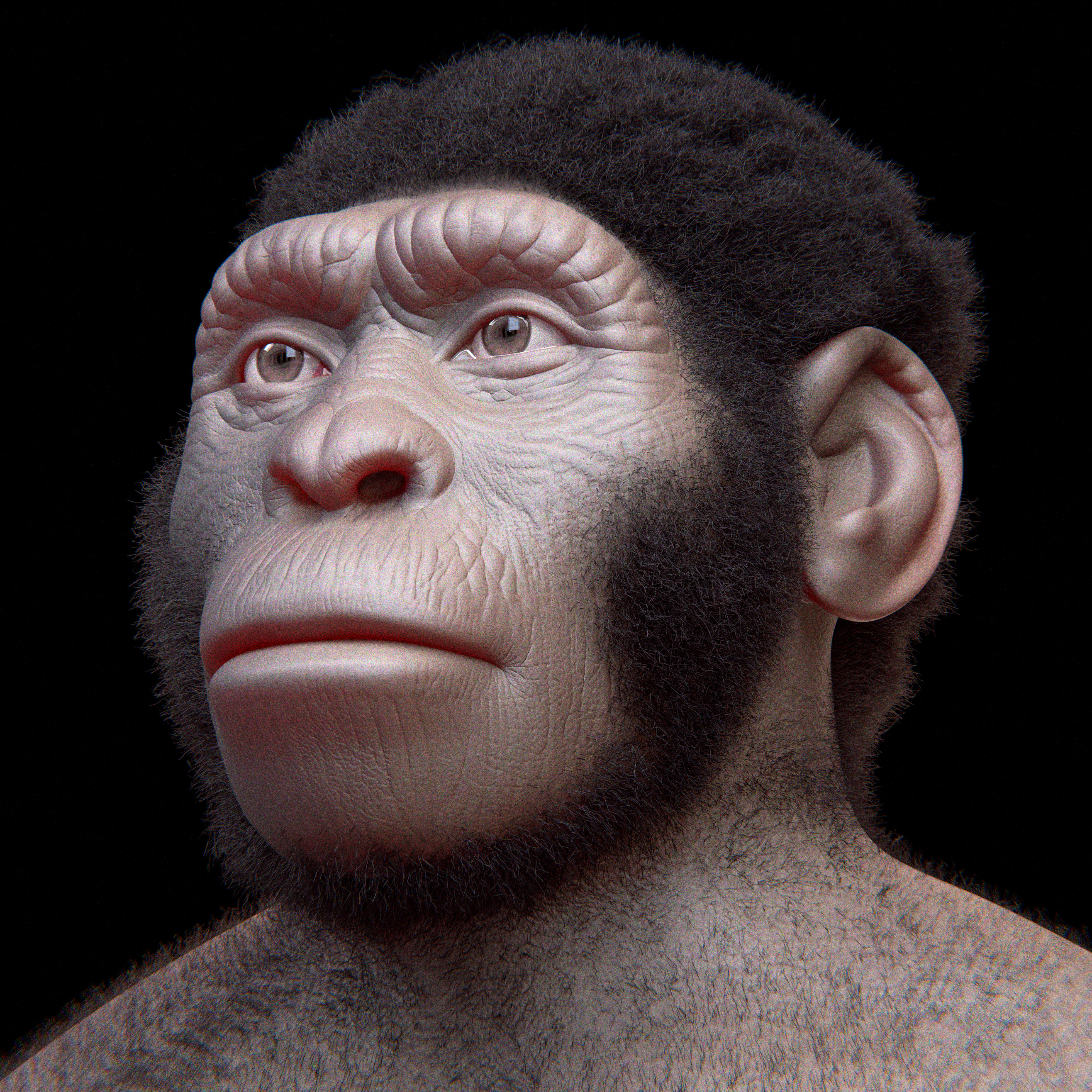
انسان نالدی احتمالاً حدود ۳۰۰٬۰۰۰ سال پیش در آفریقا همراه با انسان‌های امروزی زیست می‌کرد.

در سال ۲۰۰۸، در غار بلومبوس در آفریقای جنوبی کارگاه فرآوری اخرایی کشف شد که قدمت آن به حدود ۱۰۰٬۰۰۰ سال پیش می‌رسد. تجزیه‌وتحلیل‌ها نشان می‌دهد که در این محل، رنگدانه‌ای مایع و غنی از مواد رنگی تهیه و درون دو صدف گوش‌ماهی ذخیره می‌شده است. ابزارهایی چون اخرایی، استخوان، زغال، سنگ‌های ساینده و چکش‌سنگ‌ها نیز در این مجموعه وجود داشته‌اند. پیچیدگی این فرایند نشان می‌دهد که مواد خام از منابع گوناگون گردآوری می‌شده و این کار بر پایهٔ نقشهٔ ذهنی قبلی صورت می‌گرفته است. همچنین شواهدی از به‌کارگیری گرما برای استخراج چربی از استخوان و استفاده از دستورالعملی مشخص برای تهیه ترکیب، و نیز به‌کارگیری صدف‌ها برای مخلوط کردن و ذخیره‌سازی مشاهده شده است.
نشانه‌های رفتارهای نوین مانند ساخت مهره‌های صدفی، ابزارهای استخوانی و تیر و کمان، و استفاده از رنگ اُخرایی، در مکانی در کنیا با قدمت ۷۸٬۰۰۰ تا ۶۷٬۰۰۰ سال نیز مشاهده شده است.
گسترش راهبردهای تأمین خوراک فراتر از شکار جانوران بزرگ و تنوع در ابزارها، از نشانه‌های مدرنیته رفتاری شمرده می‌شود. در چندین مکان در آفریقای جنوبی، شواهدی از اتکا به منابع دریایی از جمله ماهی و صدف دیده شده است. به‌ویژه در نقطه اوج، استفاده از منابع دریایی به حدود ۱۲۰٬۰۰۰ سال پیش بازمی‌گردد و شاید واکنشی به خشکی روزافزون مناطق داخلی بوده است. استفادهٔ مداوم از ذخایر قابل‌پیش‌بینی صدف‌ها می‌توانست نیاز به جابه‌جایی را کاهش داده و به پیچیدگی ساختارهای اجتماعی و رفتار نمادین منجر شود. در غار بلومبوس و مکان «۴۴۰» در سودان نیز شواهدی از ماهیگیری وجود دارد. دگرگونی‌های ریخت‌شناختی در اسکلت ماهی‌های یافته‌شده در غار بلومبوس حاکی از شکار ماهی زنده است، که رفتاری عمدی از سوی انسان‌ها به‌شمار می‌رود.
در شمال آفریقا (نزلة سبحه، مصر)، شواهدی از فعالیت در زمینهٔ معدن‌کاری سنگ چرت برای ساخت ابزار سنگی دیده شده که قدمت آن به حدود ۱۰۰٬۰۰۰ سال پیش می‌رسد.

موج‌های پی‌درپی گسترش‌های اولیهٔ انسانیان از آفریقا: انسان راست‌قامت (زرد)، نئاندرتال (خاکی)، و انسان (قرمز).

در سال ۲۰۱۸، در محوطهٔ اولورگسایلی در کنیا، شواهدی مربوط به حدود ۳۲۰٬۰۰۰ سال پیش کشف شد که نشان از پدیدار شدن زودهنگام رفتارهای انسان امروزی دارد. این شواهد شامل شبکه‌های دادوستد در مسافت‌های دور (دربرگیرندهٔ کالاهایی مانند ابسیدین یا شیشهٔ آتشفشانی)، استفاده از رنگ‌دانه‌ها، و احتمالاً ساخت ابزارهای پرتابی بود. نویسندگان سه پژوهش منتشرشده در همان سال دربارهٔ این سایت، اشاره کرده‌اند که شواهد این رفتارها تقریباً هم‌زمان با کهن‌ترین سنگواره‌های شناخته‌شدهٔ انسان خردمند در آفریقا هستند (برای نمونه در جبل ایرهود و فلوریسباد)، و پیشنهاد می‌کنند که رفتارهای پیچیده و امروزی از همان زمان پیدایش انسان خردمند در آفریقا آغاز شده است.
در سال ۲۰۱۹، شواهد بیشتری از سلاح‌های پرتابی پیچیدهٔ نخستین در آفریقا، در منطقهٔ آدوما در اتیوپی کشف شد که قدمتی بین ۸۰ تا ۱۰۰ هزار سال دارند. این شواهد شامل نوک‌ابزارهایی است که به‌احتمال زیاد به نیزه‌هایی تعلق دارند که با نیزه‌انداز پرتاب می‌شده‌اند.

### پارینه‌سنگی پسین
در حدود ۶۵ تا ۵۰ هزار سال پیش، نظریه خروج از آفریقا وارد مرحله‌ای شد که طی آن انسان‌های امروزی شروع به سکونت در سایر نقاط جهان کردند. تا حدود ۱۰٬۰۰۰ پیش از میلاد، گونهٔ انسان خردمند به بیشتر بخش‌های آفرو-اوراسیا گسترش یافته بود. این پراکندگی را می‌توان از طریق شواهد زبان‌شناسی، فرهنگی و ژنتیکی پی‌گیری کرد.
بازگشت‌هایی ژنتیکی از اوراسیا به آفریقا، به‌ویژه بازجریان اوراسیای غربی، در آغاز هولوسن یا حتی پیش از آن، در دوران پارینه‌سنگی، یعنی بین ۳۰٬۰۰۰ تا ۱۵٬۰۰۰ سال پیش آغاز شد. پس از آن، موج‌هایی از مهاجرت در دوره‌های پیش‌نوسنگی و نوسنگی از سوی خاورمیانه به آفریقا راه یافت که بیشتر بر شمال آفریقا، شاخ آفریقا، نوار ساحلی ساحل و شرق آفریقا تأثیر گذاشتند.

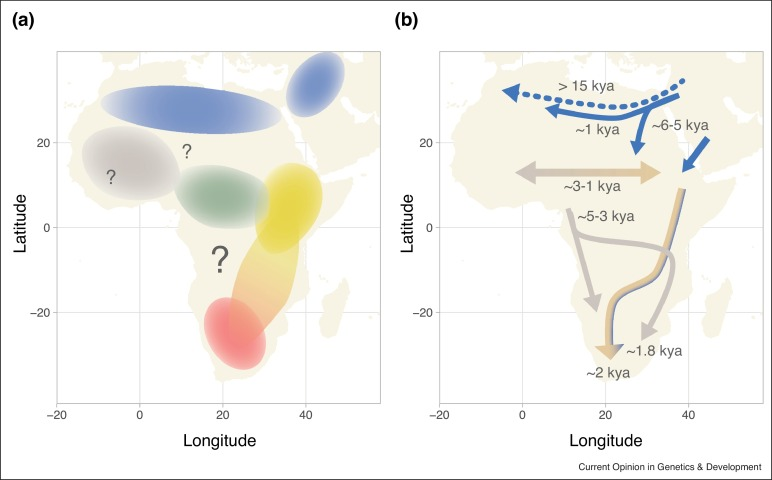
مهاجرت‌های پیش‌نوسنگی و نوسنگی در آفریقا.

افعد ۲۳ یک محوطه باستانی در منطقهٔ افعد در بخش جنوبی دونگولا ریچ در شمال سودان است. این مکان «آثار بسیار خوبی از اردوگاه‌های پیشاتاریخی (یادگارهایی از کهن‌ترین کومه‌ها در محیط زیست انسانی) و نقاط گوناگون مربوط به شکار و شکارچی-گردآورنده» را در خود جای داده که قدمتی در حدود ۵۰٬۰۰۰ سال دارند.
نخستین شواهد فیزیکی از اخترشناسی احتمالاً مربوط به گاه‌شماری قمری است که بر روی استخوان ایشانگو دیده شده و قدمت آن به حدود ۲۳٬۰۰۰ تا ۱۸٬۰۰۰ پیش از میلاد بازمی‌گردد. این شیء در منطقه‌ای یافت شده که امروزه جمهوری دموکراتیک کنگو نام دارد. با این حال، تفسیر کارکرد اخترشناختی این شیء مورد اختلاف است.
برخی پژوهشگران بر این باورند که جنگ میان انسان‌ها در بیشتر دوران پیشاتاریخی بشر وجود نداشته و تنها با شکل‌گیری سامانه‌های سیاسی پیچیده، یک‌جانشینی، و کشاورزی کشتزاری آغاز شده است. با این حال، یافته‌های مربوط به محوطهٔ ناتاروک در شهرستان تورکانا در کنیا، جایی که بقایای ۲۷ نفر که حدود ۱۰٬۰۰۰ سال پیش در اثر حمله‌ای سازمان‌یافته توسط گروهی دیگر کشته شده‌اند به‌دست آمده، نشان می‌دهد که درگیری‌های میان‌گروهی تاریخ بسیار دیرینه‌تری دارند.

## پیدایش کشاورزی و بیابانی شدن صحرا

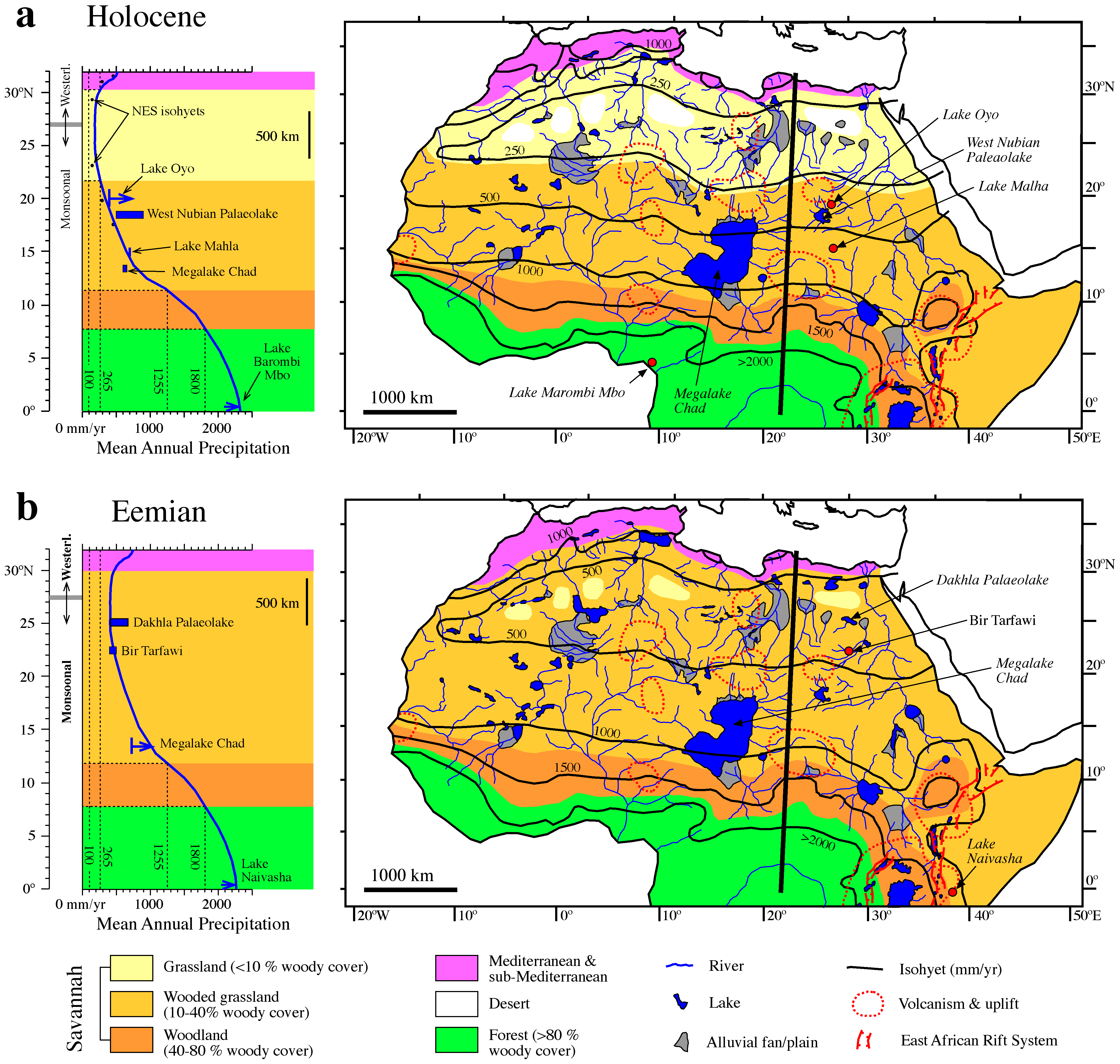
پوشش گیاهی و منابع آبی در اوایل هولوسن (بالا)، بین حدود ۱۲٬۰۰۰ تا ۷٬۰۰۰ سال پیش، و در آخرین میان‌یخبندان (پایین)

در حدود ۱۶٬۰۰۰ پیش از میلاد، از کوه‌های دریای سرخ تا بلندی‌های شمالی اتیوپی، انسان‌ها دانه‌ها، مغزها و ریشه‌های خوراکی را گردآوری می‌کردند. در فاصلهٔ ۱۳٬۰۰۰ تا ۱۱٬۰۰۰ پیش از میلاد، مردم شروع به جمع‌آوری غلات وحشی کردند. این روند به غرب آسیا گسترش یافت، جایی که غلاتی مانند گندم و جو اهلی شدند. میان ۱۰٬۰۰۰ تا ۸٬۰۰۰ پیش از میلاد، در شمال شرقی آفریقا کشت گندم و جو و پرورش گوسفند و گاو که از جنوب غرب آسیا وارد شده بودند، رواج یافت.
دوره‌ای مرطوب در آفریقا بلندی‌های اتیوپی را به جنگل کوهستانی تبدیل کرد. گویشوران زبان‌های اوموتی گیاه انسِت را در حدود ۶۵۰۰ تا ۵۵۰۰ پیش از میلاد اهلی کردند. حدود ۷۰۰۰ پیش از میلاد، ساکنان ارتفاعات اتیوپی خر را اهلی کردند و تا ۴۰۰۰ پیش از میلاد، خرهای اهلی به جنوب غرب آسیا نیز راه یافتند. گویشوران زبان‌های کوشی که تا حدی از دام‌داری فاصله گرفته بودند، در فاصلهٔ ۵۵۰۰ تا ۳۵۰۰ پیش از میلاد، گیاهان علف عشق حبشی و ارزن انگشتی را اهلی کردند.
در هزارهٔ یازدهم پیش از امروز، سفالگری به‌طور مستقل در آفریقا پدید آمد و کهن‌ترین نمونه‌های آن مربوط به حدود ۹٬۴۰۰ پیش از میلاد در مالی مرکزی است. این فناوری به‌سرعت در سراسر صحرای بزرگ آفریقا و ساحل صحرا گسترش یافت. در استپها و گرم‌دشتهای شمال غرب آفریقا، گویشوران زبان‌های نیلوصحرایی و اقوام مانده، غلات وحشی مانند ارزن، برنج آفریقایی و سورگوم دورنگ را میان ۸۰۰۰ تا ۶۰۰۰ پیش از میلاد گردآوری و اهلی کردند. بعدها گیاهانی چون کدو قلیایی، هندوانه، کرچک و پنبه نیز اهلی شدند. آن‌ها دام‌های وحشی را در حصارهایی از شاخه‌های خار نگهداری می‌کردند که منجر به اهلی‌سازی آن‌ها شد. همچنین به ساخت سفالگری و سکونت در روستاهای سنگی مانند تیشیت و والاته پرداختند. ماهیگیری با استفاده از نیزه‌های نوک‌استخوانی، فعالیتی عمده در رودها و دریاچه‌هایی بود که بر اثر بارش‌های بیشتر پدید آمده بودند. برخی منابع توسعهٔ مستقل کشاورزی در میان اقوام مانده را در حدود ۴۰۰۰ تا ۳۰۰۰ پیش از میلاد دانسته‌اند.
در غرب آفریقا، دورهٔ بارانی به گسترش جنگل بارانی و ساواناهای پوشیده از درخت، از سنگال تا کامرون انجامید. میان ۹۰۰۰ تا ۵۰۰۰ پیش از میلاد، گویشوران زبان‌های نیجر-کنگو نخل روغنی آفریقایی و نخل رافیا را اهلی کردند. دو گیاه دانه‌ای یعنی لوبیا چشم‌بلبلی و ماش آفریقایی نیز اهلی شدند و سپس بامیه و دانه کولاها نیز وارد کشاورزی شدند. چون بیشتر این گیاهان در جنگل‌ها می‌روییدند، مردم منطقه تبرهای سنگی صیقلی برای پاک‌سازی جنگل اختراع کردند.
بخش عمده‌ای از جنوب آفریقا در این زمان در اختیار اقوام پیگمه و خویسان بود که به شکار و گردآوری خوراک می‌پرداختند. برخی از کهن‌ترین نمونه‌های هنر سنگ‌نگاری در همین منطقه و توسط این اقوام تولید شده است.
برای چند صد هزار سال، صحرای بزرگ آفریقا در چرخه‌ای ۴۱٬۰۰۰ ساله، میان بیابان و چمنزارهای ساوانا در نوسان بوده است. این چرخه تحت تأثیر تغییراتی در محور چرخش زمین به دور خورشید (که به آن حرکت تقدیمی گفته می‌شود) پدید می‌آید و باعث جابه‌جایی مونسون آفریقای شمالی می‌شود. در زمان‌هایی که مونسون شمال آفریقا قوی‌تر است، بارش سالانه و پوشش گیاهی در منطقهٔ صحرا افزایش می‌یابد و شرایطی ایجاد می‌شود که به آن «دوره پربارش نوسنگی» می‌گویند. در مقابل، در دوره‌هایی که مونسون ضعیف‌تر است، بارش کاهش می‌یابد و پوشش گیاهی کم می‌شود که به آن دورهٔ «صحرای بیابانی» گفته می‌شود. صحرای کنونی برای چند هزار سال بیابان بوده و پیش‌بینی می‌شود که در حدود ۱۵٬۰۰۰ سال آینده (سال ۱۷٬۰۰۰ میلادی) دوباره سبز شود.
در آستانهٔ بیابان‌زایی صحرای بزرگ، جوامعی که در جنوب مصر و در ناحیه‌ای که امروزه سودان نام دارد پدید آمده بودند، در انقلاب نوسنگی شرکت فعال داشتند و سبک زندگی یکجانشین یا نیمه‌یکجانشین داشتند و گیاهان و جانوران اهلی را پرورش می‌دادند. گفته شده است که خرسنگهای یافت‌شده در نبته پلایا از نخستین نمونه‌های شناخته‌شدهٔ باستان‌اخترشناسی در جهان هستند و حدود هزار سال قدیمی‌تر از استون‌هنج می‌باشند. پیچیدگی اجتماعی و فرهنگی مشاهده‌شده در نبته پلایا، که با سطوح مختلفی از ساختار قدرت همراه بوده، به‌عنوان بنیان ساختاری برای جامعهٔ نوسنگی نبته و حتی پادشاهی کهن مصر در نظر گرفته شده است. در حدود ۵۰۰۰ پیش از میلاد، آفریقا وارد دوره‌ای خشک شد و اقلیم منطقهٔ صحرا به‌تدریج خشک‌تر شد. جمعیت منطقهٔ صحرا به‌تدریج به همهٔ جهات مهاجرت کردند، از جمله به سوی نیل در پایین‌دست آبشار دوم، جایی که سکونتگاه‌های دائمی یا نیمه‌دائمی ایجاد کردند. این دوره با کاهش بارندگی‌های سنگین و مداوم در مرکز و شرق آفریقا همراه بود.

## فلزکاری

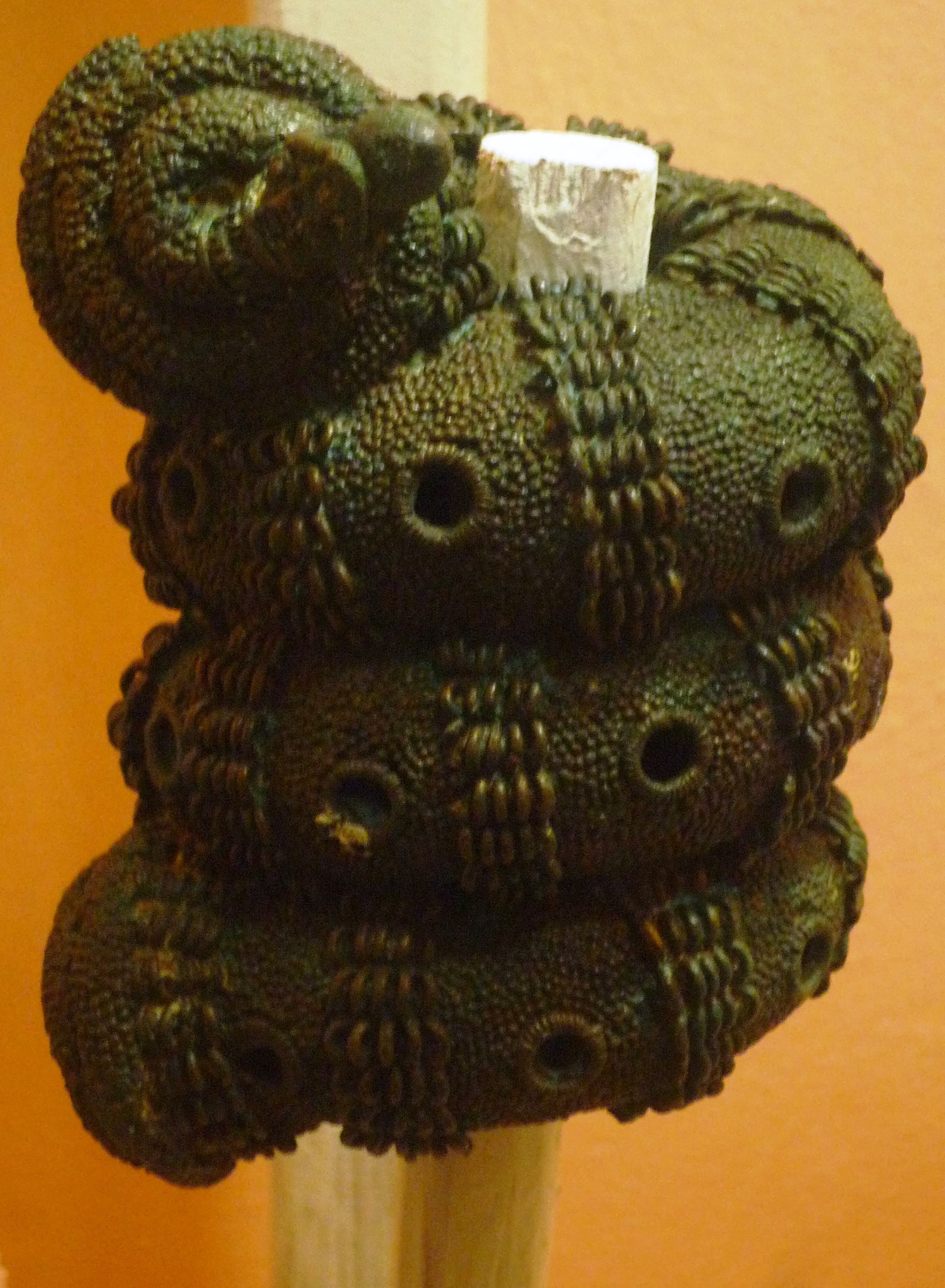
سر چوب‌دستی زینتی از برنز متعلق به قرن ۹ میلادی، ایگبو-اوک‌وو، نیجریه

شواهدی از ذوب زودهنگام فلزاتی چون سرب، مس و برنز از هزارهٔ چهارم پیش از میلاد به‌دست آمده است.
در دورهٔ مصر پیش از تاریخ، مصریان مس را ذوب می‌کردند و استفاده از برنز از حدود ۳۰۰۰ پیش از میلاد در مصر و نوبه آغاز شد. نوبه به منبعی مهم برای استخراج مس و همچنین طلا تبدیل شد. استفاده از طلا و نقره در مصر به دورهٔ پیشاتاریخی بازمی‌گردد.
در کوهستان آیر در کشور امروزی نیجر، مردم در فاصلهٔ میان ۳۰۰۰ تا ۲۵۰۰ پیش از میلاد، مس را به‌شکلی مستقل از روندهای نیل‌محور ذوب می‌کردند. آن‌ها از فرایندی منحصر به منطقه استفاده می‌کردند که نشان می‌دهد این فناوری وارداتی نبوده و تا حدود ۱۵۰۰ پیش از میلاد پیشرفت کرده بود.
تا هزارهٔ نخست پیش از میلاد، متالورژی آهنی به مغرب عربی، مصر و نوبه رسیده بود. زنگاتو و هول شواهدی از ذوب آهن در [[جمهوری آفریقای مرکزی] و کامرون ارائه کرده‌اند که ممکن است به دورهٔ ۳۰۰۰ تا ۲۵۰۰ پیش از میلاد بازگردد. امپراتوری آشور با استفاده از سلاح‌های آهنی نوبی‌ها را در سال ۶۷۰ پیش از میلاد از مصر بیرون راند، و پس از آن استفاده از آهن در درهٔ نیل گسترش یافت.
نظریه‌ای که می‌گفت آهن از طریق شهر نوبیایی مرواه به آفریقای جنوب صحرا گسترش یافته، دیگر چندان مورد پذیرش نیست و شماری از پژوهشگران بر این باورند که آهن‌گری در جنوب صحرا به‌شکلی مستقل پدید آمده است. در غرب آفریقا، فلزکاری به‌طور مستقل و از حدود ۲۵۰۰ پیش از میلاد در ایگارو، در غرب تِرمیت در نیجر آغاز شد و تا ۱۵۰۰ پیش از میلاد به آهن‌کاری رسید. ذوب آهن در جنوب شرق [[نیجریه] به ۲۰۰۰ پیش از میلاد بازمی‌گردد. مرکز آفریقا نیز شواهدی از آهن‌کاری در هزارهٔ سوم پیش از میلاد دارد. آهن‌گری میان دریاچه چاد و دریاچه‌های بزرگ آفریقا در فاصلهٔ ۱۰۰۰ تا ۶۰۰ پیش از میلاد گسترش یافت، و در غرب آفریقا، حدود ۲۰۰۰ پیش از میلاد، بسیار پیش از رسیدن این فناوری به مصر، آغاز شده بود. پیش از ۵۰۰ پیش از میلاد، فرهنگ نوک در فلات جوس در حال ذوب آهن بود.
در منطقهٔ نسوکا در جنوب شرق نیجریه (در سرزمین ایگبو)، مکان‌هایی با کوره‌های ذوب آهن و سربارهٔ فلزکاری حفاری شده‌اند. این مکان‌ها شامل لجا با قدمت حدود ۲۰۰۰ پیش از میلاد و اوپی با قدمت حدود ۷۵۰ پیش از میلاد هستند. در محوطهٔ گبابیری در جمهوری آفریقای مرکزی نیز شواهدی از متالورژی آهن، از جمله کورهٔ ذوب و کارگاه آهنگری، با تاریخ‌گذاری میان ۸۹۶–۷۷۳ و ۹۰۷–۷۹۶ پیش از میلاد به‌دست آمده است.